# Guan Yu
 (janvier 2013).
Si vous disposez d'ouvrages ou d'articles de référence ou si vous connaissez des sites web de qualité traitant du thème abordé ici, merci de compléter l'article en donnant les références utiles à sa vérifiabilité et en les liant à la section « Notes et références ».
Guan Yu ou Kouan Yu (chinois simplifié : 关羽 ; chinois traditionnel : 關羽 ; pinyin : guān yǔ ; EFEO : Kouan Yu), né vers 160-162 et mort vers octobre 219-220, qui avait pris comme prénom usuel Yunchang (chinois simplifié : 云长 ; chinois traditionnel : 雲長 ; pinyin : yún cháng), et qu'on mentionne souvent sous le nom de Guan Gong (chinois traditionnel : 關公, Seigneur Guan), était un général chinois de la fin de la dynastie Han et du début de la période des Trois Royaumes.
Il servit sous les ordres de Liu Bei, le fondateur du royaume de Shu, dont il est le frère d'arme avec Zhang Fei, et aurait été un des cinq « généraux tigres », avec Huang Zhong, Ma Chao, Zhang Fei et Zhao Yun, bien qu’on ignore s’il a effectivement porté ce titre. Réputé de son vivant guerrier invincible, il a été capturé et exécuté, avec son fils Guan Ping par les troupes de Sun Quan, par Lu Meng lors du siège de Fan. 
Il a été divinisé quelques siècles après sa mort sous le nom de Guanshengdijun (關聖帝君) ou Guandi, « Saint empereur Guan ». Il est toujours vénéré de nos jours en Chine, aussi bien par les taoïstes que par les bouddhistes. Il est particulièrement populaire à Hong-Kong comme dieu de la guerre, des hommes d’affaires et des policiers. On le représente traditionnellement comme un géant à face rouge (symbolisant la loyauté et la droiture) avec une très longue barbe et portant un guandao (une arme d’hast à hampe moyenne de l’époque des Song) qui pesait, selon la légende, plus de 80 jins (environ 40 kg). Il a été immortalisé dans le roman des Trois Royaumes, où il est dépeint comme un guerrier loyal et honorable capable d'exploits surhumains.
Il est le père de Guan Ping, Guan Xing, Guan Suo et Guan Yinping.
Au Japon, il est connu sous le nom de Kan'u Unchō, en Corée, sous le nom de Gwanu Unjang, et au Viêt Nam, sous celui de Quan Vũ Vân Trường.

## Biographie
La biographie officielle de Guan Yu est dans le Sanguo zhi, chapitre 36 (livre des Shu, volume 6)

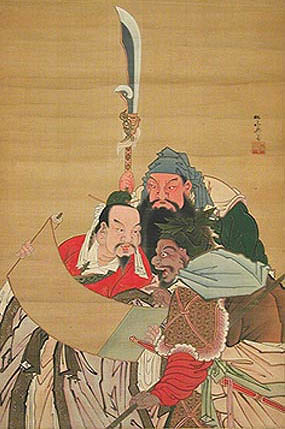
Les trois frères dont la rencontre et la détermination à restaurer la dynastie Han constitue le début de l'histoire des Trois Royaumes. Guan Yu (en haut), Liu Bei (à gauche), Zhang Fei (à droite)

### Jeunesse
Guan Yu est natif de Hedong dans le district de Xie (解, correspondant au sud-ouest de l'actuel Xian de Linyi dans le Shanxi). Il porte à l'époque le prénom usuel de Changsheng (traditionnel : 長生, simplifié : 长生). Après y avoir tué un potentat local, il y devient fugitif et se réfugie dans la préfecture de Zhuo (aujourd'hui appelée Zhuozhou) et y rencontre Liu Bei et Zhang Fei, qui recrute alors des hommes pour faire face aux révoltes des Turbans jaunes. Grâce à ses succès militaires, Liu Bei est nommé préfet du district de Pingyuan. Celui-ci fait de Guan Yu et Zhang Fei ses commandants (司馬) et donne à chacun une armée privée.
Tous trois partagent la même couche et se comportaient comme des frères. Zhang Fei et Guan Yu se tiennent néanmoins toujours prêt à servir Liu Bei lors des longues réunions en se tenant debout à ses côtés du lever au coucher du soleil. Ils le suivaient en tout lieu sans s'inquiéter du danger de la situation.
Selon les Annales du Shu et les Printemps et Automnes du clan Wei, lorsqu’en 198, Cao Cao et Liu Bei assiègent Lü Bu à Xiapi, Guan Yu demande à Cao Cao la femme de Qin Yilu, Dame Du, en mariage et Cao Cao condescend. Mais peu avant la bataille finale, Guan Yu réitère sa demande à plusieurs reprises si bien que Cao Cao commence à se demander si la dame ne devait pas être de grande beauté. Après la victoire, il la fait mander et la garde pour lui-même, ce qui cause à Guan Yu une vive contrariété.
Plus tard, Liu Bei lance une attaque surprise contre Che Zhou, l’inspecteur de la province de Xu, et ordonne à Guan Yu de s’établir en garnison à Xiapi et d’y prendre la charge de grand administrateur. Selon le Livre des Wei, il lui offre également la direction de la province de Xu.
Plus tard dans le courant de l'année, Liu Bei se retourne contre Cao Cao.

### Sous les ordres de Cao Cao

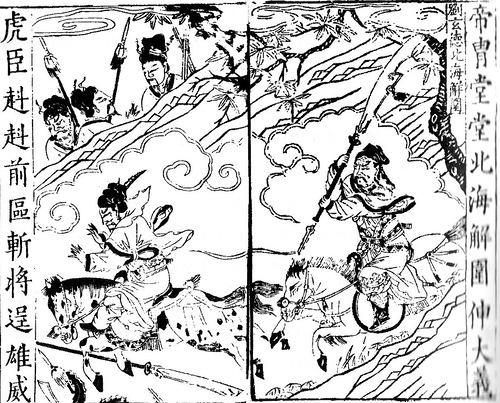
Guan Yu triomphant de Guan Hai

En la 5e année de Jian’an (200), Cao Cao part en campagne à l’est et Liu Bei se réfugie auprès de Yuan Shao. Cao Cao capture Guan Yu et décide de le garder à son service. Il le nomme pian jiangjun (偏将军 - sorte de lieutenant-général) et le traite généreusement.
Cao Cao apprécie énormément Guan Yu, mais sent bien que ce dernier n’a guère envie de demeurer longtemps à son service. Il demande donc à Zhang Liao d’aller parler avec Guan Yu pour sonder ses sentiments. Guan Yu aurait dit à Zhang Liao : « Je suis parfaitement conscient que le Seigneur Cao m’a montré beaucoup de respect et de générosité, mais le Seigneur Liu m'a également bien traité et j'ai juré de mourir pour lui. Je ne compte donc pas rester, mais je saurai néanmoins offrir au seigneur Cao une action d'éclat avant de partir. » Zhang Liao hésita à rapporter ces paroles à Cao Cao car elles auraient pu signifier une condamnation à mort pour Guan Yu. Finalement il soupira et dit à Cao Cao : « Vous êtes mon seigneur et donc comme mon père, alors que Guan Yu n'est qu’un frère. » Il rapporta donc son entrevue à Cao Cao qui conclut : « Servir son seigneur et ne pas oublier ses origines. Vraiment quel homme droit parmi tous ceux de l’empire ! Quand pensez-vous qu’il partira ? » Zhang Liao répondit : « Guan Yu a reçu votre traitement de faveur. Il ne partira donc pas avant de vous l’avoir repayé. »
Yuan Shao envoie un de ses généraux, Yan Liang, pour attaquer Liu Yan, l’administrateur de la préfecture de Dongjun. L’affrontement a lieu à Baima et Cao Cao envoie Zhang Liao et Guan Yu en renfort. Guan Yu, dans la mêlée, tue Yan Liang et ramène sa tête. Cao Cao, sachant que Guan Yu va le quitter, le récompense généreusement et lui offre le titre de marquis de Hanshouting. Mais Guan Yu scelle toutes ses récompenses, laisse une lettre d’adieu, et part rejoindre Liu Bei chez Yuan Shao. Malgré ses conseillers, qui le pressent de lui donner la chasse, Cao Cao s’y refuse : « À chaque vassal son Seigneur. Laissez-le partir. »

### Capture de Jingzhou

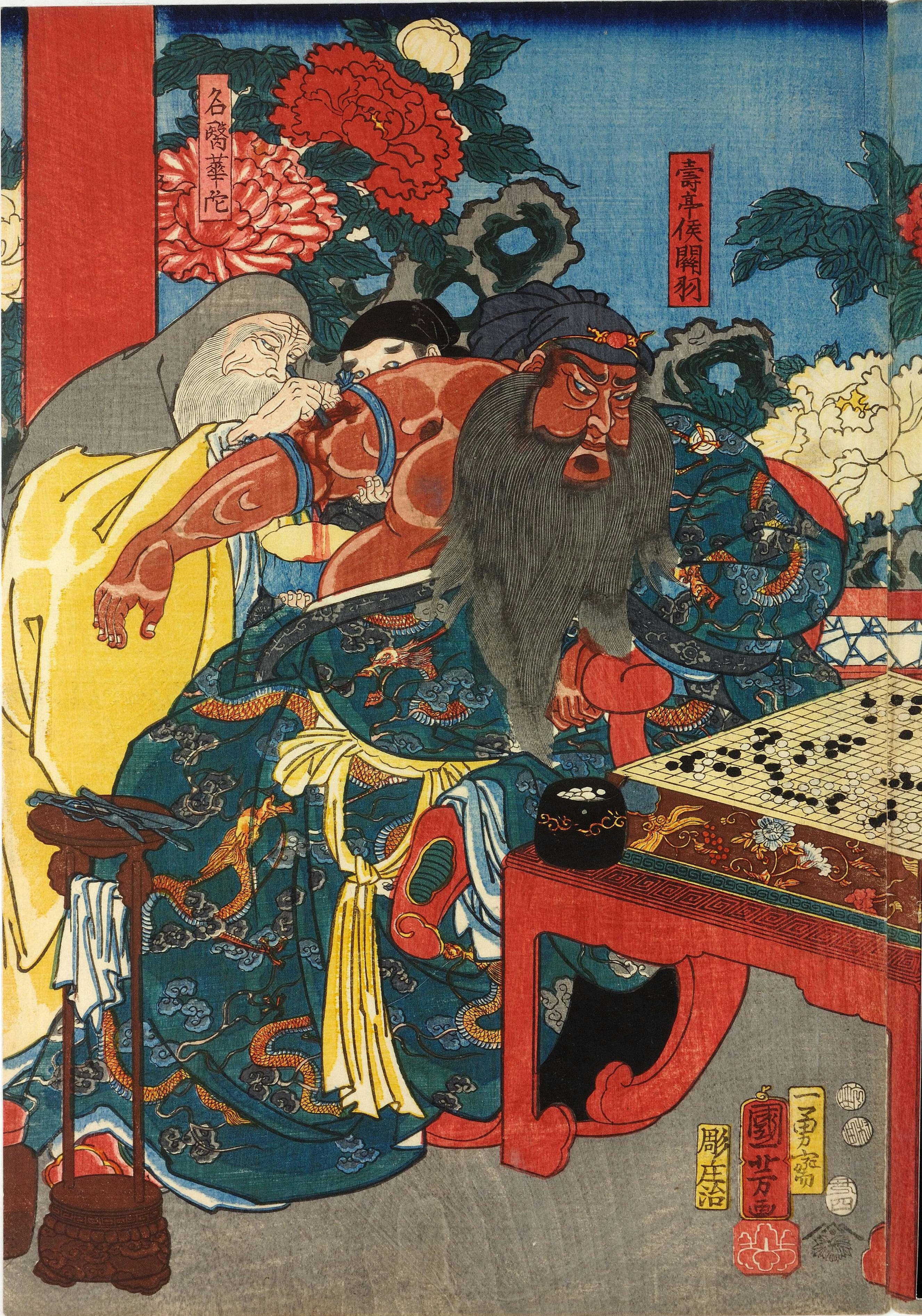
Une peinture sur bois japonaise du XIXe siècle, peinte par Utagawa Kuniyoshi. Guan Yu se fait gratter l'os du bras, empoisonné par une flèche, par le médecin Hua Tuo en jouant une partie de go.

À la mort de Yuan Shao (202), Liu Bei se réfugie auprès de Liu Biao et ce dernier meurt en 208 tandis que Cao Cao pacifie la région de Jingzhou. Liu Bei veut alors traverser le Jiang pour aller à Fan, et confie à Guan Yu une flotte d’une centaine de navires pour le rejoindre à Jiangling. De là, ils vont jusqu’à Xiakou et Sun Quan lui prête des troupes pour affronter Cao Cao. Cao Cao doit battre en retraite tandis que Liu Bei récupère une bonne partie du Jiangnan, distribuant des récompenses aux plus méritants. Il nomme Guan Yu grand administrateur de Xiangyang, et dang kou jiangjun (荡寇将军, « général qui extermine les criminels ») et lui ordonne de se poster en garnison à Jiangbei. Liu Bei conquiert ensuite la province du Yizhou et offre à Guan Yu l’administration de la province du Jingzhou.
Vers cette époque, Guan Yu apprend que Ma Chao, qui n’a jamais été un allié, vient de faire sa soumission à Liu Bei. Il écrit à Zhuge Liang pour savoir « à qui on pouvait comparer Ma Chao ». Zhuge Liang lui répond :
« Mengqi (le surnom de Ma Chao) est particulièrement versé dans les affaires militaires et civiles. Il est bien plus brave et plus fort que le commun des mortels et pourrait se comparer à Ying ou Peng des temps anciens. Il pourrait sans doute rivaliser au combat avec Yide (surnom de Zhang Fei), mais ne peut absolument pas égaler le “barbu”. »
Guan Yu était en effet doté de ce que la chronique a retenu comme étant une « magnifique barbe », et le fait que Zhuge Liang faisait référence à lui était donc évident. Au comble de la joie, Guan Yu montra la lettre à ses invités.
Lors d'une bataille, Guan Yu est blessé par une flèche au bras gauche (l’événement n'est pas daté) et bien que la blessure se soit guérie, l’os le faisait encore souffrir. Le médecin lui dit :
« La pointe de la flèche était empoisonnée, du poison est entré dans l'os. Il faudra ouvrir le bras et gratter l’os avant que le problème n'empire. »
Guan Yu tendit immédiatement son bras, et pendant l’opération, mangea, but, et rit en compagnie de ses collègues tandis que le sang coulait dans un petit bassinet.

### Chute
Lors de la 24e année de Jian’an (219), Liu Bei est proclamé prince de Hanzhong et nomme Guan Yu qian jiangjun (前将军) « général de l’avant-garde ». La même année, Guan Yu dirige une expédition contre Cao Ren à Fan. Cao Cao dépêche Yu Jin pour aider Cao Ren mais comme c’est l’automne, de nombreuses précipitations font déborder le fleuve Han. Yu Jin perd ses sept armées et se soumet à Guan Yu qui fait exécuter le général Pang De, après lui avoir demandé de rejoindre le Shu et Ma Chao. Les bandits Liang, Jia et Lu, acceptent de se rallier à Guan Yu et son prestige s’étend à toute la Chine.
Cao Cao se demande alors s’il faudrait déménager la capitale à Xudu pour éviter les forces de Guan Yu, et Sima Yi opine que Sun Quan ne pouvait se permettre de laisser Guan Yu connaître davantage de victoires. Ils envoient donc un émissaire auprès de Sun Quan pour lui conseiller d’attaquer les arrières de Guan Yu, laissant ainsi Jiangnan à Sun Quan en tant que tribut de guerre et dissolvant ainsi les forces de Fan.
Initialement, Sun Quan dépêche un émissaire auprès de Guan Yu pour arranger un mariage entre son fils, Sun Deng, et la fille de Guan Yu, Guan Yinping. Mais Guan Yu insulte le messager et rejette l’offre, ce qui provoque la fureur de Sun Quan. De plus, Mi Fang, le gouverneur de Nanjun et le général Fu Shiren ont également l’impression que Guan Yu ne les estime guère. Ceux-ci étaient responsables du rationnement des armées mais s’étaient tenu à l’écart des batailles et Guan Yu jure de les « discipliner à son retour ». Ils prennent peur et Sun Quan en profite pour les inciter à se soumettre à lui, laissant ainsi l’armée du Wu pénétrer. Cao Cao envoie alors Xu Huang pour assister Cao Ren. Dès son arrivée, Xu Huang annonce « Celui qui prendra la tête de Guan Yu recevra une récompense de 1 000 jins (livres) d’or ! ». Guan Yu, fort effrayé lui demande : « Grand-frère, que signifient ces paroles ? ». Xu Huang lui répond : « Ce sont les affaires de l’État ! »
Guan Yu ne peut contenir ses adversaires et appelle à la retraite, mais les troupes de Sun Quan de leur côté avaient déjà capturé Jiangling et pris en otage les femmes et enfants des troupes de Guan Yu, ce qui se traduisit par la dispersion de son armée. Sun Quan fait capturer Guan Yu et l’exécute avec son fils, Guan Ping, par Lu Meng, à Lingju.
Il semblerait que Sun Quan ait voulu le garder à son service, mais ses conseillers s’y opposèrent :
« Élever le louveteau ne peut qu’amener des problèmes. Le Seigneur Cao l’avait laissé en vie, s’apportant ainsi le désastre sur lui-même au point qu’il en est presque venu à déménager sa capitale. Comment dans ces conditions pouvons-nous le laisser vivre ? ».
Cependant Pei Songzhi, l’historien qui compila les chroniques officielles, semble mettre en doute cette assertion en raison d’impossibilités géographiques (Guan Yu fut exécuté presque aussitôt après sa capture et Sun Quan, se trouvant à 150 km de là n’avait donc pas l’opportunité de prendre une décision quelconque).
Sun Quan envoie à Cao Cao la tête de Guan Yu tandis qu’il prépare des funérailles honorables pour le reste du corps. Guan Yu est promu à titre posthume au rang de marquis de Zhuangmou et son fils survivant, Guan Xing, hérite du titre. Celui-ci était fort estimé de Zhuge Liang et il fut nommé intendant au palais et reçut la charge de zhong jian jun (中监军) « superviseur de l’armée ». Son fils, Guan Tong, épousa une princesse et fut promu au rang de hu bi zhong lang jiang (虎贲中郎将) « général gentilhomme qui a la rapidité du tigre » et meurt sans héritier mâle. C’est donc le fils bâtard de Guan Xing, Guan Yi, qui hérite du titre. Le clan de Guan Yu est entièrement exterminé en 263, lorsque le Wei envahit le Shu, par Pang Hui, le fils de Pang De, car il voulait venger la mort de son père, exécuté par Guan Yu.

## Guan Yu dans le roman des Trois Royaumes

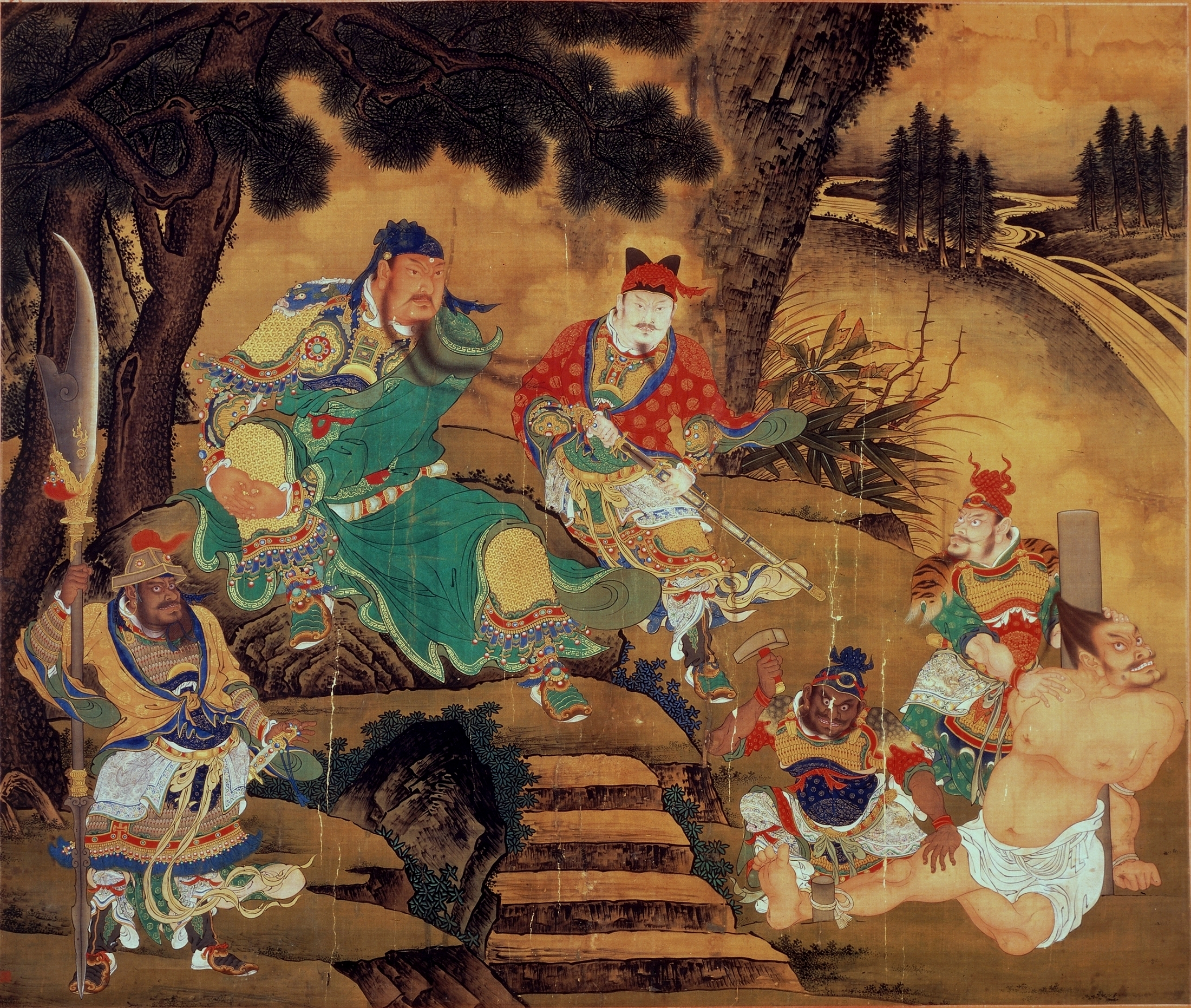
Guan Yu captura le général Pang De

Guan Yu ayant été très tôt divinisé, les troubadours chinois avaient souvent chanté pendant des siècles ses exploits avant que la version sur papier des Trois Royaumes ne soit écrite. Ses actions ont donc bien souvent été amplifiées et son personnage avait déjà atteint une dimension mythique que le roman a repris. Si de nombreux faits du roman concernant Guan Yu ont effectivement un fond historique, il y a néanmoins des différences notables.
Guan Yu est un des premiers personnages qui apparaissent dans le roman car celui-ci commence au moment de sa rencontre avec Liu Bei et Zhang Fei, et leur serment de fraternité. Dans la réalité historique, Guan Yu était âgé d’un an de plus que Liu Bei, et bien que les trois se comportaient comme des frères, ils n’avaient pas fait de serment fraternel. Or dans le roman, Guan Yu devient le 2e frère de la bande, cédant la place d’aîné à Liu Bei.
Le roman souligne très vite son sens de l’honneur : si historiquement, on ignore pourquoi Guan Yu était un fugitif, pour l’auteur du roman, c’est parce qu'il avait tué un potentat local dont il ne pouvait supporter la tyrannie. Il devient ainsi un héros qui extermine les tyrans, quitte à se mettre sur le dos les autorités.
Le roman présente Guan Yu comme « bien bâti, une longue barbe, la face rouge comme une pomme (le rouge symbolise la dignité). Il avait les yeux du phœnix et des sourcils broussailleux comme des vers à soie. Son apparence globale était digne et exaltante. » C’est souvent fidèle à cette description que sont faites les représentations de Guan Yu.

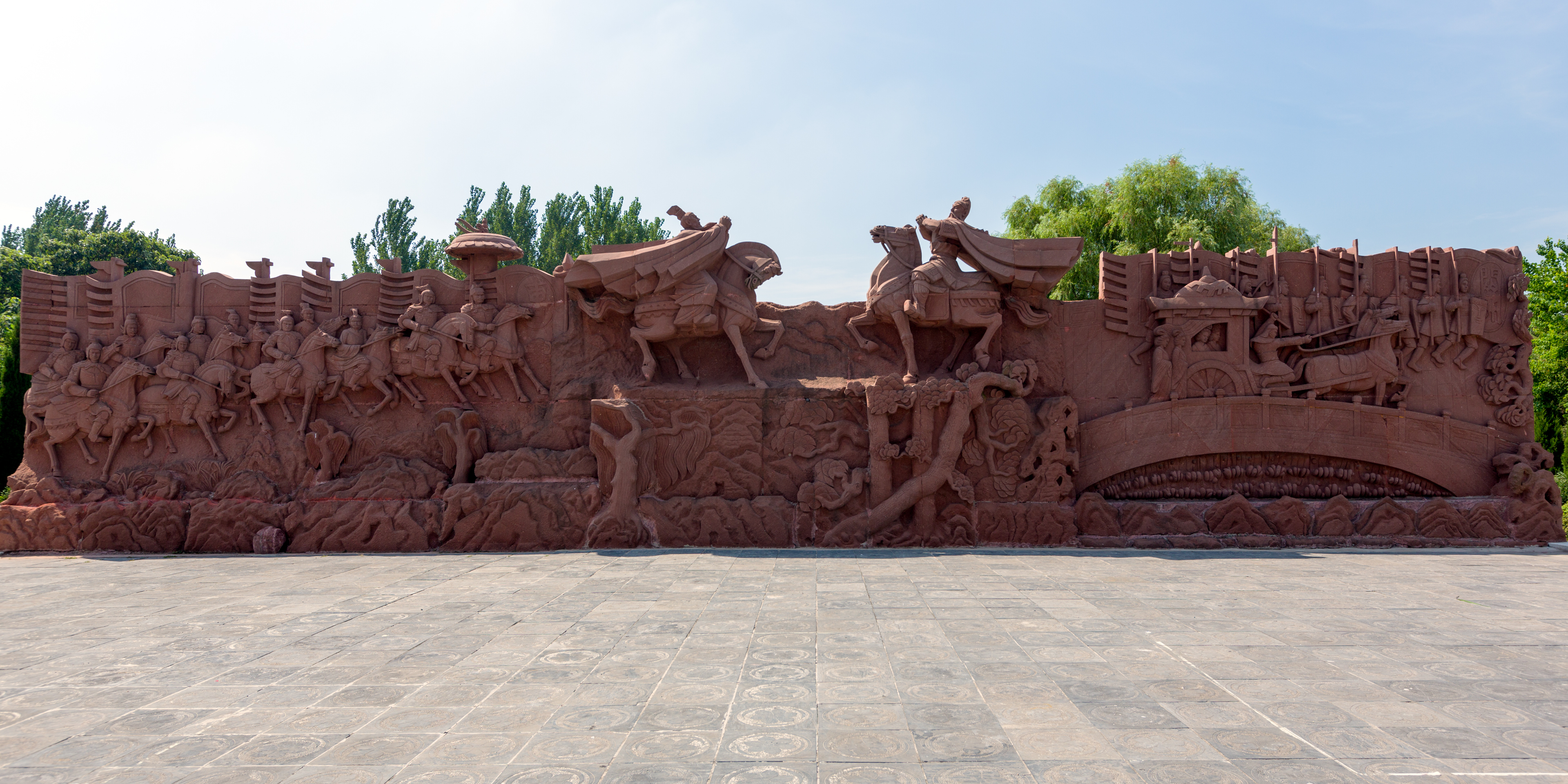
Guan Yu (à droite) faisant ses adieux à Cao Cao après avoir servi à ses côtés

Le roman attribue à Guan Yu la victoire contre Hua Xiong (en réalité capturé et exécuté par Sun Jian) : Cao Cao propose une coupe de vin chaud (les chinois le boivent chauffé au bain-marie à température du corps humain) à Guan Yu mais celui-ci le refuse sur le moment. Il charge tout seul l’armée adverse et le temps qu'il revienne avec la tête de Hua Xiong, le vin était encore tiède.
Dans le roman, tout comme dans la réalité historique, Guan Yu se rend à Cao Cao. Mais dans le roman, il ne se soumet qu’à trois conditions, soulignant sa loyauté envers Liu Bei :
- s’il doit se soumettre, c’est à l’empereur des Han et non à Cao Cao. Cette condition pose peu de problèmes à Cao Cao, pour qui il ne s’agit après tout que de la même chose ;
- les deux femmes de Liu Bei ne seraient pas déshonorées, mais traitées avec tout le respect qui leur est dû et nourries et logées convenablement. Là encore Cao Cao accepte ;
- la dernière condition fut que si Guan Yu apprenait où était Liu Bei, il partirait librement le rejoindre. À cette dernière condition Cao Cao tique, puis finit par accepter en espérant que Guan Yu serait ému par sa générosité et accepterait de rester sous ses ordres.

Guan Yu reçoit de Cao Cao Lièvre Rouge, le cheval de Lü Bu, capable de parcourir 1 000 li (lieues) en un seul jour. En outre, c’est lors de son séjour à la cour qu’il reçoit de l'Empereur son surnom de mei ran gong (美髯公) « seigneur belle barbe ».
Dans le roman, Cao Cao et Guan Yu affrontent Yan Liang à Baima (historiquement Cao Cao n'était pas présent). S’il est vrai que Guan Yu avait tué Yan Liang dans la bataille, le roman en fait une scène plutôt épique : Guan Yu fonce seul sur l’armée adverse (de 50 000 hommes) et renverse tous les soldats sur son passage jusqu’à ce qu’il parvienne à hauteur de Yan Liang, l’abatte, le décapite et rapporte la tête jusqu’à son camp sans encombre.
Le roman impute également à Guan Yu la victoire sur Wen Chou, bien qu’historiquement on ignore qui l’a vraiment tué.
Dans le roman, Guan Yu, apprenant où Liu Bei s’était réfugié, quitte Cao Cao et tue tour à tour cinq généraux venus s’interposer et parcourt 1 000 lieues pour retrouver son frère, tout en trainant ses deux femmes avec lui. Dans la réalité historique, Guan Yu est libre de retourner auprès de Liu Bei sans encombre.
Un autre passage célèbre du roman, pourtant purement fictif, est la scène où Cao Cao, qui vient de subir la plus grande défaite militaire de sa carrière à la bataille de la Falaise rouge bat en retraite et se fait arrêter en chemin par Guan Yu. Guan Yu, se souvenant de la générosité de Cao Cao à son égard, décide de le laisser fuir sans combattre, soulignant encore davantage sa noblesse.

## Guan Yu devient un dieu

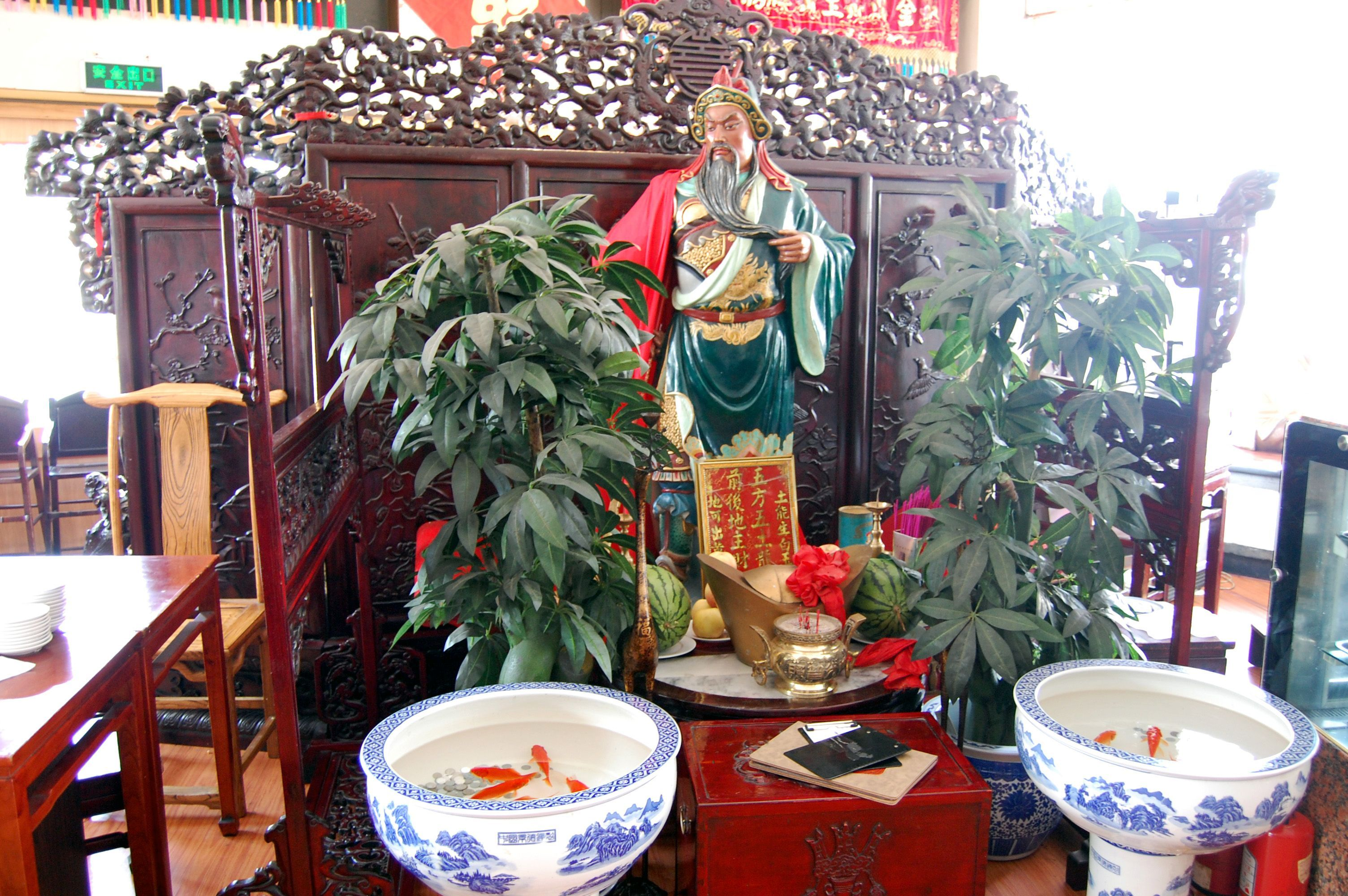
Autel à l’effigie de Guan Yu, placé dans un restaurant chinois. La présence d'une telle statue dans un commerce est très courante en Chine et a pour but de rassurer les clients et d'apporter la prospérité aux commerçants

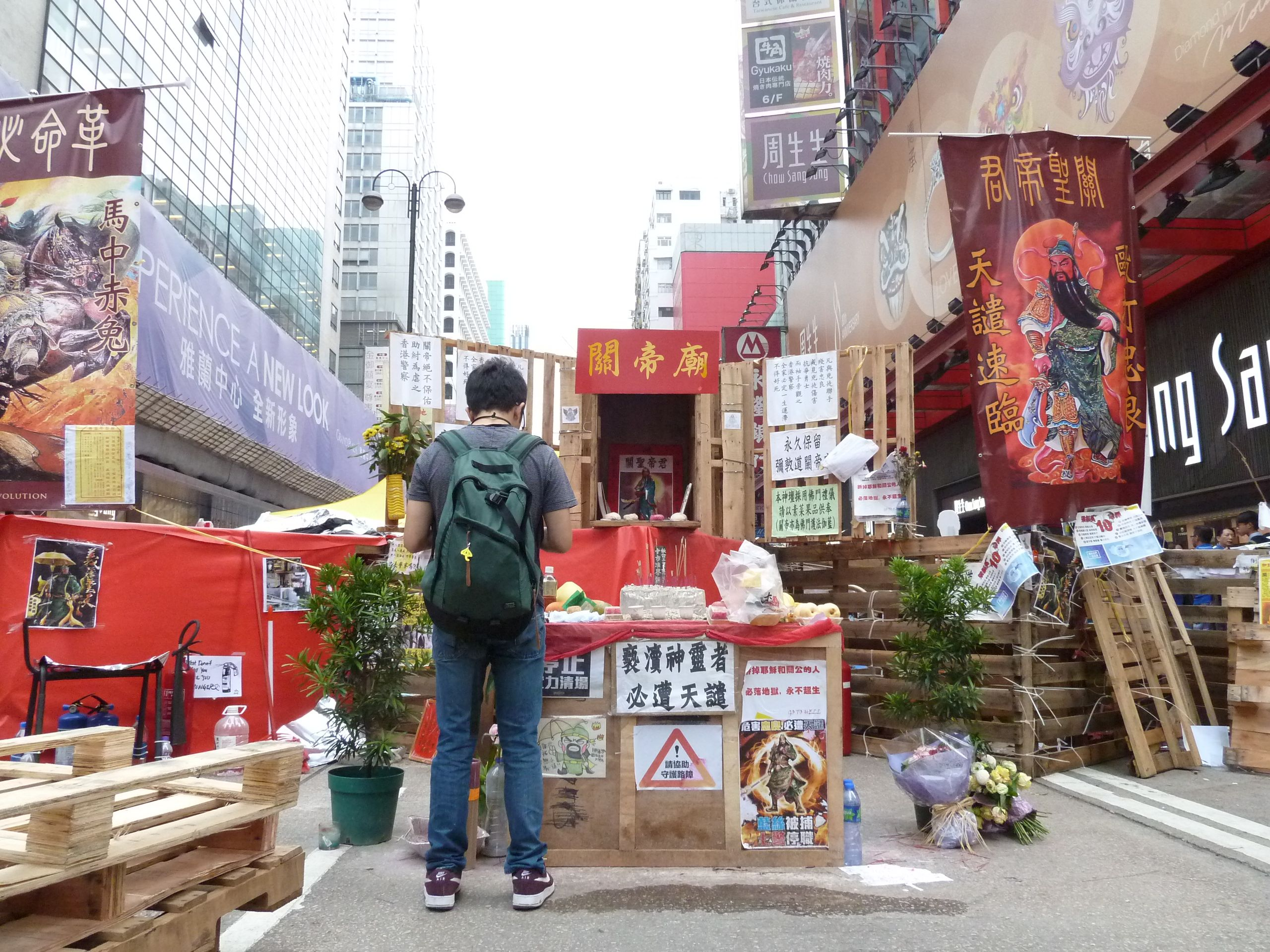
Manifestant hongkongais en faveur de la démocratie se recueillant devant une statue de Guan Yu

La mort de Guan Yu présente une suite de scènes de nature ésotérique, illustrant que l’âme de Guan Yu avait atteint l’illumination. Ainsi, juste après sa décapitation, son âme alla errer au mont Yuquan, un peu en dehors de l'ancienne province de Dangyang. C'est alors que son âme rencontra un moine sur qui il hurla : « Rendez-moi ma tête ! ». Le moine demanda à l'âme de Guan Yu pourquoi celle-ci réclamerait sa tête alors que lui-même a tué et décapité des gens dans l’accomplissement de leur devoir, comme les généraux de Cao Cao que Guan Yu avait tués dans sa fuite. Comprenant les paroles du moine, Guan Yu atteint l’illumination et devint bodhisattva.
Son âme ira néanmoins se venger de Lü Meng, le stratège qui avait causé sa perte. Il prend possession de son corps et attaque Sun Quan en jurant vengeance sur Lü Meng. Puis Lü Meng s’évanouit et meurt. Effrayé, Sun Quan envoie la tête de Guan Yu à Cao Cao, espérant ainsi attirer les foudres du royaume de Shu sur le Wei. Au moment où Cao Cao regarde la tête, la bouche de Guan Yu et ses paupières s'ouvrent. Cao Cao, s’évanouit et quand il se réveille proclame :
« Le général Guan est vraiment devenu un dieu ! ».
Il fait alors arranger des funérailles nationales dignes d’un prince.
Bien que son rôle dans les trois royaumes soit important mais tout de même mineur par rapport à d'autres personnages tels que Zhuge Liang ou son frère Liu Bei, il ne fait aucun doute que parmi tous les personnages des trois royaumes, Guan Yu est celui qui a le plus marqué spirituellement et culturellement la culture chinoise
Il est aujourd'hui considéré à la fois comme le dieu de la guerre et de la loyauté, et a fait l'objet de nombreuses adaptations dans la culture populaire (livres, bandes dessinés, séries télévisées, films, jeux vidéo, etc.).
Très nombreux sont les commerçants possédant une statue à son effigie dans leur commerce. Sa légende est d'une telle ampleur qu'il en est venu à être vénéré à la fois par les forces de l'ordre et par les organisations de crime organisé.
Dans la Santería, il est connu sous le nom de San Fancón, il est considéré comme un avatar de l'orisha Changó.

### Sources
- Sanguo Zhi (s三国志 / 三國志) Les Chroniques historiques des Trois Royaumes, chapitre 36
- Sanguo Yanyi (三国演义 / 三國演義), Histoire des Trois Royaumes